# Club Deportivo Lealtad de Villaviciosa
Club Deportivo Lealtad de Villaviciosa é um clube de futebol espanhol, sediado na cidade de Villaviciosa, nas Astúrias. Fundado em abril de 1916, disputa atualmente a Segunda Federación (quarta divisão espanhola).

## História
Durante 71 anos, o Lealtad disputou apenas a Regional Preferente de Asturias, uma das ligas que integram as Divisiões Regionais do futebol espanhol, conquistando o acesso à Tercera División (quarta divisão nacional) na temporada 1989–90. Em 1997–98, treinado pelo ainda novato Marcelino García Toral, foi promovido à Segunda División B (terceira divisão) após eliminar Real Madrid C, Betanzos e Gimnástica Segoviana nos playoffs de acesso. Porém, foi rebaixado em sua primeira participação na competição, ficando em 20° lugar em seu grupo.
Em 2013–14, o clube voltou à Segunda División B após 15 temporadas na quarta divisão nacional, caindo novamente em 2017–18.
Na Copa del Rey, seu melhor desempenho foi nas edições de 1992–93, 1993–94 e 2014–15, quando chegou à segunda fase.
Utiliza o Estádio Las Callejas (capacidade para receber 3.000 torcedores) para mandar seus jogos. As cores do clube são preto e branco.

## Títulos
- Tercera División: 1991–92, 1997–98, 1999–2000, 2013–14 e 2018–19
- Copa da Federação Espanhola (fase regional das Astúrias): 2018–19

## Desempenho por temporada
| Temporada | Nível    | Divisão | Posição | Copa del Rey |
| --------- | -------- | ------- | ------- | ------------ |
| 1919–32   | Regional | —       |         |              |
| 1932–33   | 6        | 3ª Reg. | 3º      |              |
| 1933–34   | 5        | 2ª Reg. | 6º      |              |
| 1934–35   | 5        | 2ª Reg. | 2º      |              |
| 1935–36   | 5        | 2ª Reg. | 6º      |              |
| 1939–40   | 6        | 3ª Reg. | —       |              |
| 1940–41   | 6        | 3ª Reg. | —       |              |
| 1941–42   | 6        | 3ª Reg. | —       |              |
| 1942–43   | 6        | 3ª Reg. | 3º      |              |
| 1943–44   | 5        | 2ª Reg. | 4º      |              |
| 1944–45   | 5        | 2ª Reg. | 1º      |              |
| 1945–46   | 4        | 1ª Reg. | —       |              |
| 1946–47   | 4        | 1ª Reg. | 7º      |              |
| 1947–48   | 4        | 1ª Reg. | 4º      |              |
| 1948–49   | 4        | 1ª Reg. | 10º     |              |
| 1949–50   | 4        | 1ª Reg. | 11º     |              |
| 1950–51   | 5        | 2ª Reg. | —       |              |
| 1951–52   | 5        | 2ª Reg. | —       |              |
| 1952–53   | 4        | 1ª Reg. | 14º     |              |
| 1953–54   | 6        | 3ª Reg. | —       |              |

| Temporada | Nível | Divisão  | Posição | Copa del Rey |
| --------- | ----- | -------- | ------- | ------------ |
| 1954–55   | 6     | 3ª Reg.  | —       |              |
| 1955–56   | 6     | 3ª Reg.  | —       |              |
| 1956–57   | 6     | 3ª Reg.  | —       |              |
| 1957–58   | 6     | 3ª Reg.  | —       |              |
| 1958–59   | 5     | 2ª Reg.  | 7º      |              |
| 1959–60   | 5     | 2ª Reg.  | 12º     |              |
| 1960–61   | 5     | 2ª Reg.  | —       |              |
| 1961–62   | 5     | 2ª Reg.  | 2º      |              |
| 1962–63   | 4     | 1ª Reg.  | 4º      |              |
| 1963–64   | 4     | 1ª Reg.  | 10º     |              |
| 1964–65   | 4     | 1ª Reg.  | 10º     |              |
| 1965–66   | 4     | 1ª Reg.  | 13º     |              |
| 1966–67   | 4     | 1ª Reg.  | 7º      |              |
| 1967–68   | 4     | 1ª Reg.  | 9º      |              |
| 1968–69   | 4     | 1ª Reg.  | 16º     |              |
| 1969–70   | 4     | 1ª Reg.  | 19º     |              |
| 1970–71   | 5     | 2ª Reg.  | 1º      |              |
| 1971–72   | 5     | 2ª Reg.  | 10º     |              |
| 1972–73   | 5     | 2ª Reg.  | 1º      |              |
| 1973–74   | 5     | 2ª Pref. | 13º     |              |

| Temporada | Divisão | Posição    | Copa del Rey |              |
| --------- | ------- | ---------- | ------------ | ------------ |
| 1974–75   | 5       | 2ª Pref.   | 20º          |              |
| 1975–76   | 6       | 2ª Reg.    | 3º           |              |
| 1976–77   | 6       | 2ª Reg.    | 2º           |              |
| 1977–78   | 6       | 2ª Reg. P. | 8º           |              |
| 1978–79   | 6       | 1ª Reg.    | 12º          |              |
| 1979–80   | 6       | 1ª Reg.    | 7º           |              |
| 1980–81   | 6       | 1ª Reg.    | 7º           |              |
| 1981–82   | 6       | 1ª Reg.    | 18º          |              |
| 1982–83   | 7       | 2ª Reg.    | 10º          |              |
| 1983–84   | 7       | 2ª Reg.    | 11º          |              |
| 1984–85   | 7       | 2ª Reg.    | 2º           |              |
| 1985–86   | 7       | 2ª Reg.    | 1º           |              |
| 1986–87   | 6       | 1ª Reg.    | 1º           |              |
| 1987–88   | 5       | Reg. Pref. | 11º          |              |
| 1988–89   | 5       | Reg. Pref. | 9º           |              |
| 1989–90   | 5       | Reg. Pref. | 4º           |              |
| 1990/91   | 4       | 3ª         | 10º          |              |
| 1991–92   | 4       | 3ª         | 1º           |              |
| 1992–93   | 4       | 3ª         | 2º           | Segunda fase |
| 1993–94   | 4       | 3ª         | 3º           | Segunda fase |

| Temporada | Nível | Divisão | Posição | Copa del Rey  |
| --------- | ----- | ------- | ------- | ------------- |
| 1994–95   | 4     | 3ª      | 3º      |               |
| 1995–96   | 4     | 3ª      | 8º      |               |
| 1996–97   | 4     | 3ª      | 4º      |               |
| 1997–98   | 4     | 3ª      | 1º      |               |
| 1998–99   | 3     | 2ª B    | 20º     | Primeira fase |
| 1999–00   | 4     | 3ª      | 1º      |               |
| 2000–01   | 4     | 3ª      | 4º      | Preliminar    |
| 2001–02   | 4     | 3ª      | 11º     |               |
| 2002–03   | 4     | 3ª      | 6º      |               |
| 2003–04   | 4     | 3ª      | 7º      |               |
| 2004–05   | 4     | 3ª      | 12º     |               |
| 2005–06   | 4     | 3ª      | 4º      |               |
| 2006–07   | 4     | 3ª      | 2º      |               |
| 2007–08   | 4     | 3ª      | 8º      |               |
| 2008–09   | 4     | 3ª      | 10º     |               |
| 2009–10   | 4     | 3ª      | 10º     |               |
| 2010–11   | 4     | 3ª      | 12º     |               |
| 2011–12   | 4     | 3ª      | 14º     |               |
| 2012–13   | 4     | 3ª      | 6º      |               |
| 2013–14   | 4     | 3ª      | 1º      |               |

| Temporada | Nível | Divisão | Posição | Copa del Rey  |
| --------- | ----- | ------- | ------- | ------------- |
| 2014–15   | 3     | 2ª B    | 15º     | Segunda fase  |
| 2015–16   | 3     | 2ª B    | 10º     |               |
| 2016–17   | 3     | 2ª B    | 10º     |               |
| 2017–18   | 3     | 2ª B    | 18º     |               |
| 2018–19   | 4     | 3ª      | 1º      |               |
| 2019–20   | 4     | 3ª      | 1º      | Primeira fase |
| 2020–21   | 3     | 2ª B    | 8º / 5º | Primeira fase |
| 2021–22   | 5     | 3ª RFEF | 3º      |               |
| 2022–23   | 5     | 3ª Fed. | 7º      |               |
| 2023–24   | 5     | 3ª Fed. | 3º      |               |
| 2024–25   | 5     | 3ª Fed. | 5º      |               |
| 2025–26   | 4     | 2ª Fed. |         |               |

- 5 temporadas na Segunda División B
- 25 temporadas na Tercera División
- 1 temporada na Segunda Federación
- 4 temporadas na Tercera Federación/Tercera División RFEF